# Бухарская таньга
Бухарская таньга:
- основная серебряная монета Бухарского ханства и Бухарского эмирата с XVI века до начала XX века;
- денежная единица Бухарского эмирата и Бухарской Народной Советской Республики.

## История
Серебряная таньга была основной монетой Бухары ещё в период Бухарского ханства. В качестве разменной единицы чеканились медные пулы (фалсы). Таньга и пул чеканились несколькими монетными дворами, вес монет различных дворов нередко отличался. Выпуск золотых монет был нерегулярным.
Эмир Шахмурад, придя к власти в 1785 году, в первый же год своего правления провёл денежную реформу, изменив монетную систему. Были изменены: вес, проба, размер, техника чеканки, содержание надписей на монетах. Вес таньги был установлен в 7/10 мискаля (3,36 г). Основная часть разнопробных монет, находившихся ранее в обращении, была запрещена.
Основной серебряной монетой по-прежнему была таньга, чеканились также золотые тилли. Выпуск золотых монет в XVIII веке стал регулярным. Сделки в документах стали оформляться не только на серебряные, но и на золотые монеты.
В 1890 году был издан указ Александра III «О постепенном изъятии из обращения туземной серебряной монеты, обращающейся в Туркестанском крае». Для обмена устанавливались сроки: до 1 мая 1892 года монета принималась по курсу 20 копеек за одну таньгу; до 1 мая 1893 года — по 15 копеек; до 1 мая 1894 года — по 12 копеек; до 1 мая 1895 года — по 10 копеек.
В 1893 году, когда первые признаки денежного кризиса в Бухаре стали ощутимы, русский политический агент добился от эмира прекращения чеканки таньги для частных лиц.
1 сентября 1893 года Министерства финансов издало распоряжение о запрещении вывоза бухарской таньги в Туркестан. Таньга, которая до этого времени свободно обращалась по всему Туркестану, теперь могла использоваться только в Хиве и Закаспийской области. После запрещения вывоза курс таньги стал в большей мере зависеть от русских бумажных денег. Скопившееся в бухарской казне и у частных лиц серебро резко упало в цене. В результате разразился денежный кризис, который и дал повод русскому правительству настаивать уже на полном прекращении чеканки таньги, чтобы урегулировать её курс.
В следующем году по ходатайству эмира воспрещение вывоза таньги было отменено при условии принятия эмиром обязательства не возобновлять чеканку таньги иначе, как с согласия туркестанского генерал-губернатора.
В 1901 году чеканка таньги по соглашению между бухарским и царским правительством была возобновлена. Эмир передавал в русское казначейство весь запас таньги и всю монету, которая будет отчеканена, из расчёта по установленному курсу: 1 таньга = 15 копеек. Чеканка таньги продолжалась недолго и была прекращена в 1904—1905 годах. Одновременно была возобновлена довольно регулярная чеканка медной монеты.
Вызванное Первой мировой войной расстройство финансов России затронуло и Бухару. Была начата чеканка медных и латунных монет номиналом от 1⁄2 до 20 таньга. В 1920 году чеканка была прекращена
.
В 1918 году был начат выпуск бумажных денег эмирата. Деньги печатались вручную, прикладывая штампы к бумаге.
В 1920 году была провозглашена Бухарская Народная Советская Республика. Правительство республики продолжило выпуск бумажных денег, однако теперь они выпускались в рублях. Денежное обращение Бухары этого периода было очень пёстрым. В обращении, кроме бухарского рубля, находились самые различные бумажные и металлические деньги. Серебряная бухарская таньга также продолжала использоваться. Даже после двух денежных реформ (1923 — унификация денежного обращения, когда валютой Бухарской и Хорезмской республик стал рубль РСФСР, 1924 — введение советского червонца) в 1925 году таньга ещё принималась финансовыми учреждениями Узбекистана в уплату налогов.